# Battaglia di Fredericksburg
La battaglia di Fredericksburg (Virginia) deve il suo nome alla località sita sulla riva meridionale del fiume Potomac in cui forze unioniste (Armata del Potomac) al comando del mag. gen. Ambrose E. Burnside (circa 114000 soldati) e forze confederate (Armata della Virginia settentrionale) al comando del gen. Robert E. Lee (72497 soldati), forti entrambe di un parco d'artiglieria di oltre 400 cannoni, dettero vita tra l'11 e il 15 dicembre 1862 al primo scontro di trincea della storia.

## Antefatti
La battaglia fu determinata dalla volontà degli unionisti di riprendere l'iniziativa nei confronti delle forze di Lee numericamente assai minori ma molto più aggressive. Burnside fu nominato comandante dell'Armata del Potomac in ottobre, in sostituzione del mag. gen. George McClellan. Pur avendo bloccato Lee nella battaglia di Antietam in settembre, il presidente Abraham Lincoln riteneva motivatamente che egli difettasse d'iniziativa e che per questo non avesse inseguito e distrutto Lee nel Maryland e che avesse perso tempo eccessivo nel riorganizzare e riequipaggiare le sue forze dopo le principali battaglie sostenute.
Burnside, per rispondere alle richieste del presidente e alle esortazioni del comandante generale, il mag. gen. Henry W. Halleck, pianificò un'offensiva nell'autunno inoltrato nella speranza, attraversato il fiume Rappahannock, d'impadronirsi della città di Fredericksburg e di muovere quindi verso sud lungo le strade che portavano alla capitale confederata di Richmond.
Tale piano fu viziato dal problema della scarsa disponibilità di pontoni, malgrado punti di guado fossero stati rilevati a monte e a valle. Profittando di questi rallentamenti i confederati inviarono rapidamente loro forze a Fredericksburg per impedire l'attraversamento del fiume. Nel periodo in cui i pontoni furono posati, Lee aveva proceduto a scavare trincee a sud e a ovest di Fredericksburg grazie all'impiego dei suoi oltre 72000 uomini.

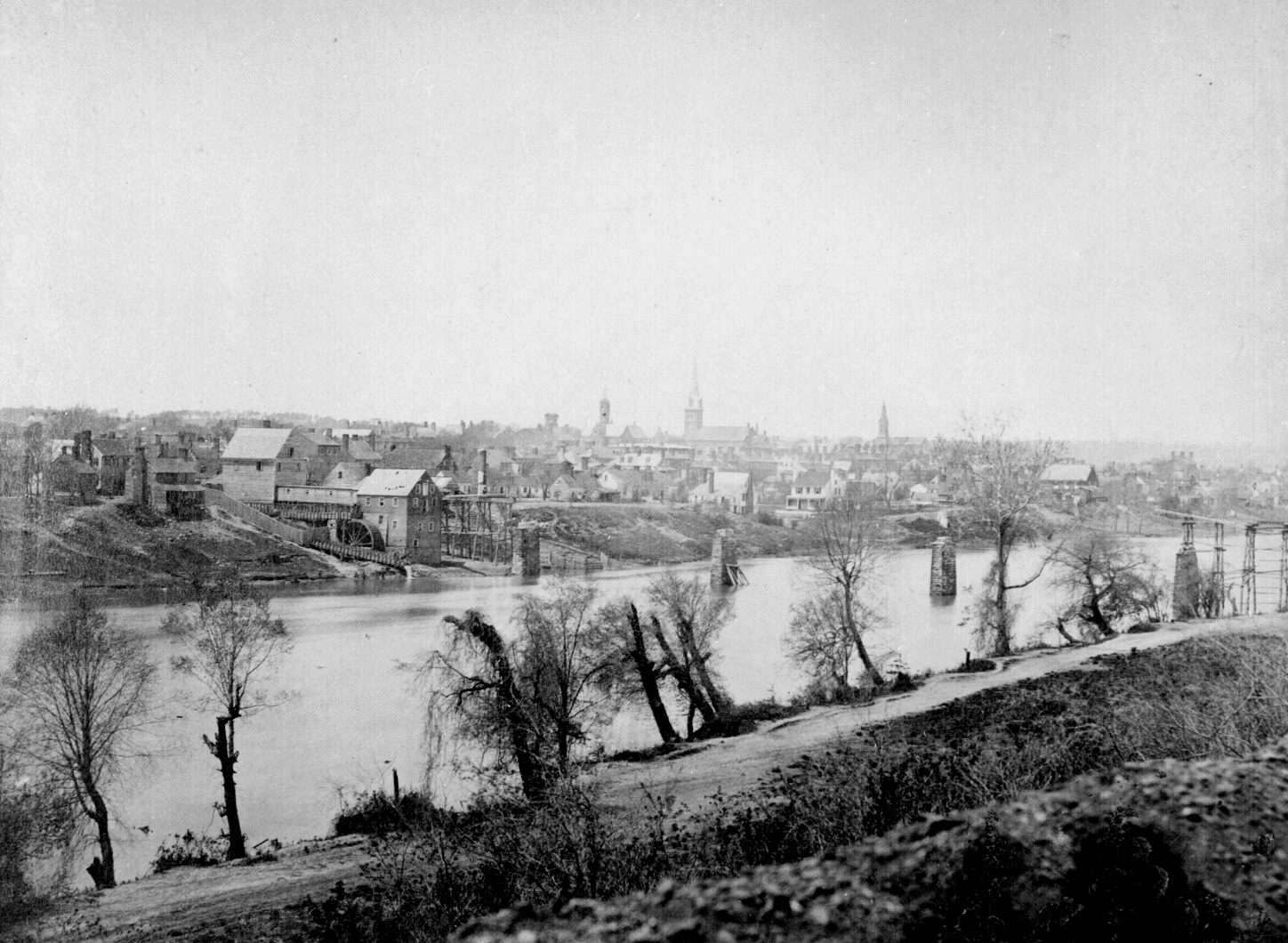
Il fiume Rappahannock davanti Fredericksburg (febbraio 1863)

Nondimeno Burnside proseguì nell'avanzata scegliendo di attaccare ad ogni costo Lee, malgrado almeno due generali del suo staff sollevassero l'obiezione che la posizione confederata era stata troppo rafforzata. Burnside contava sulla preponderanza numerica delle sue forze, che assommavano a 117000 effettivi, per allontanare Lee dalle sue posizioni difensive e forzarlo a ritirarsi su Richmond. In aggiunta al suo vantaggio numerico di truppe, Burnside aveva anche il vantaggio di sapere che la sua armata non avrebbe potuto essere di fatto attaccata. Sull'altra sponda del Rappahannock, 300 pezzi d'artiglieria erano stati posizionati su una cresta, nota col nome di Stafford Heights, per impedire all'esercito di Lee di organizzare qualsiasi rilevante controffensiva.
Lee aveva una grande fiducia nei suoi uomini, anche se era abbastanza incerto circa i piani del suo avversario da quando due giorni prima l'esercito unionista aveva tentato l'attraversamento del fiume. Egli dispiegò all'incirca 20000 uomini sul suo fianco sinistro, ancorandoli alla cresta nota come Marye's Heights, proprio a ovest della città, dietro a un muretto di pietra sulla sommità della cresta. Temendo un attraversamento unionista a valle, a sud della città, egli dispiegò il restante dei suoi uomini a sud, sparpagliandolo inoltre fra le collinette: cosa che dette loro un'eccellente posizione difensiva. Lee assegnò al ten. gen. James Longstreet, il suo miglior subordinato per la conduzione di operazioni difensive, l'incarico di occuparsi del fianco sinistro col suo I Corpo. Su quello destro, dove esisteva qualche possibilità di contrattacco qualora se ne fosse presentata l'occasione, Lee assegnò l'incarico al suo indomito ten. gen. Thomas J. "Stonewall" Jackson e al suo piccolo II Corpo, particolarmente incline a condurre operazioni in chiave offensiva, i cui elementi avevano operato con grande valore nelle recenti azioni della Campagna dello Shenandoah.

## Lo scontro

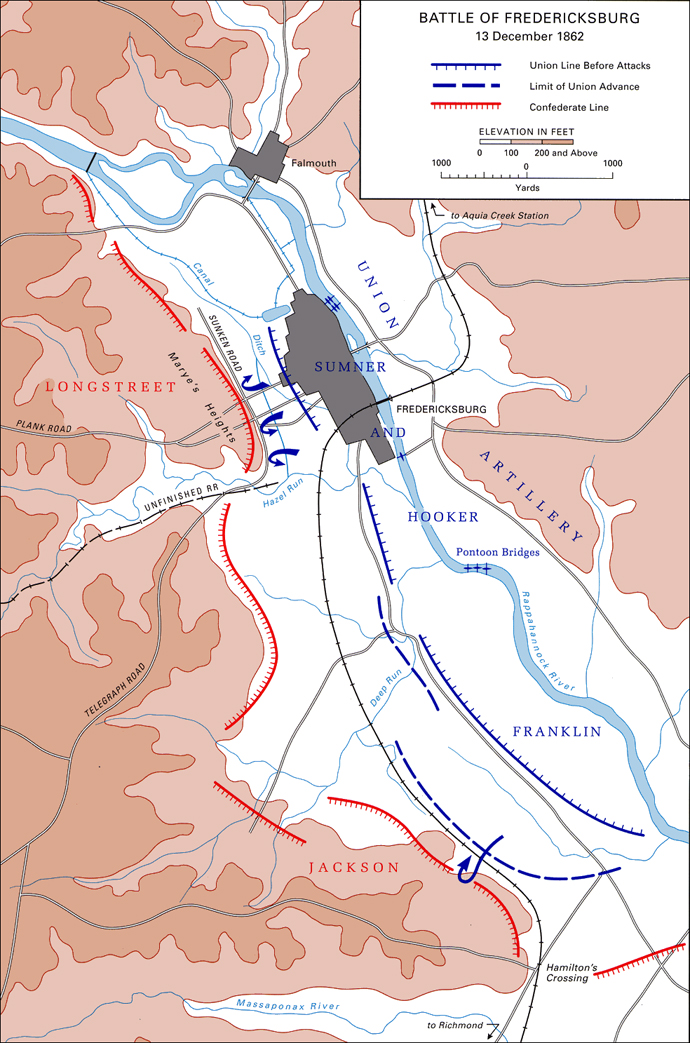
Mappa della battaglia (13 dicembre)

Sulla sponda del fiume, oltre centomila nordisti si prepararono ad assaltare la cittadina in cui aveva vissuto George Washington: gli ingegneri nordisti cominciarono ad assemblare i pontoni in tre punti diversi.
A difendere la città c'erano solo 1800 sudisti agli ordini di Barksdale.
I tiratori scelti di Barksdale presero posizione e cominciarono a sparare, ben nascosti nelle abitazioni, ai tecnici nordisti dall'altra parte del Rappahannock.
Nella nebbia mattutina i genieri nordisti furono così decimati. Nel tentativo di stanare i cecchini, Burnside schierò il più grande spiegamento di cannoni fino a quel punto della guerra: i bombardamenti dell'artiglieria unionista distrussero numerosi edifici ma senza grande effetto sui difensori ben protetti negli scantinati. La soluzione pratica fu quella di spedire piccoli raggruppamenti di fanteria traghettandoli dall'altra parte del fiume.
Finalmente i genieri nordisti riuscirono a completare i pontoni e, l'11 Dicembre 1862, un gran numero di truppe cominciò ad affluire in città.
Nonostante l'inferiorità numerica, gli uomini di Barksdale difesero strenuamente la posizione, dando vita a una delle più grandi guerriglie urbane della guerra civile, ritirandosi dopo aver ritardato l'attraversamento di 15 ore e aver inflitto pesanti perdite al nemico.
Dopo che i sudisti ebbero abbandonato Fredericksburg, gli uomini di Burnside presero a saccheggiare la città, provocando l'ira di Lee che paragonò tali saccheggi a quelli degli antichi Vandali. La distruzione fece infuriare anche gli uomini di Lee, molti dei quali erano nativi della Virginia. Nel corso di quella giornata e di quella successiva, gli uomini di Burnside si dispiegarono fuori della città e si prepararono ad attaccare l'esercito di Lee.
Sulla collina di Telegraph Hill i tre generali sudisti, Lee, Longstreet e Jackson prepararono la difesa: anche se Jackson avrebbe voluto condurre un grande assalto per ricacciare i federali nel fiume venne convinto a creare una solida linea difensiva.
Nel quartier generale nordista i colloqui tra i generali furono molto più accesi: Burnside dovette imporsi per realizzare il suo piano, da molti considerato pessimo, in particolare il suo rivale, il generale Hooker, considerava il piano fallimentare.
Al generale Franklin, comandante del lato sinistro nordista, venne ordinato tramite lettera che avrebbe dovuto assaltare Prospect Hill con una divisione: uno stupito e disgustato Franklin non comprese il motivo dell'ordine; infatti una divisione, circa 4000 uomini, era una minima frazione dei 65000 soldati sotto il suo comando che avrebbero dovuto combattere i 50000 sudisti di Jackson, ciò nonostante accettò l'ordine.
La battaglia si aprì la mattina del 13 dicembre, quando il giovanissimo artigliere Pelham posizionò un singolo cannone vicinissimo all'ala sinistra dell'Unione: le inaspettate salve di Pelham gettarono in confusione i ranghi nordisti e ciò fece rivelare le loro intenzioni ai comandi sudisti.
La situazione si sbloccò, quando il comandante dell'ala sinistra dell'Unione, il mag. gen. William B. Franklin inviò due divisioni in una breccia passata inosservata sulla destra delle difese di Jackson, di cui una guidata da Meade, il futuro vincitore di Gettysburg: senza che i sudisti se ne accorgessero gli uomini di Meade attraversarono la palude entrando nel cuore della linea di Jackson.
La divisione di Meade ingaggiò battaglia contro i confederati prendendoli di sorpresa e gettandoli nel caos.
Meade chiese rinforzi per sfruttare il momentaneo vantaggio ma non ne ricevette in tempo; la situazione si capovolse, i confederati, superiori 10 a 1, ripresero il controllo della situazione.
Jackson rispose rapidamente con un fulmineo contrattacco che inflisse pesanti perdite agli attaccanti, facendo scappare Meade dalla palude, e dissuase Burnside dal condurre altri attacchi sul fianco destro confederato.
Nelle numerose ore successive Burnside ordinò al suo esercito, divisione dopo divisione, di assaltare le Marye's Heights, sul fianco sinistro confederato. Ogni divisione fu falciata dai difensori di Longstreet non appena essa tentava di attraversare il campo aperto di fronte alla Marye's Heights. 
I sudisti erano ben difesi da un muro di pietra ed erano in posizione sopraelevata, mentre i nordisti dovevano attraversare un campo aperto sotto il fuoco di cannoni e fucili nemici.
Sette divisioni unioniste furono inviate, in genere una brigata alla volta, per un totale di quattordici cariche individuali, ognuna delle quali fallì, provocando nelle file divisionali 9000 fra morti e feriti. Le perdite confederate alle Marye's Heights furono in totale di circa 1500 uomini.
Durante la notte, un sergente sudista, di fronte a quella carneficina, uscì dalla trincea e cominciò a dare acqua ai feriti nordisti stesi sul campo di battaglia; di fronte a quel gesto, i nordisti cessarono il fuoco e si ritirarono.
Il calar delle tenebre e le suppliche dei subordinati di Burnside furono tali e tante da porre fine agli attacchi. Migliaia di soldati unionisti passarono la notte all'addiaccio nei rigori del mese di dicembre di fronte alle Marye's Heights, incapaci di muoversi o di assistere i feriti causati dal fuoco confederato.
A Fredericksburg ogni singolo edificio era stato trasformato in un ospedale da campo per poter ospitare le migliaia di feriti.
Gli eserciti rimasero sulle loro posizioni il 14 dicembre, allorché Burnside per un breve periodo progettò di condurre il suo veterano IX Corpo all'assalto finale contro le Marye's Heights prima di rinunciarvi.
Il IX Corpo avrebbe dovuto disporsi in una colossale formazione di 36 righe di soldati, guidati personalmente da Burnside.
La formazione sarebbe stata facile bersaglio per l'artiglieria e avrebbe causato la morte di molti soldati e quasi sicuramente del suo comandante, ma i subalterni di Burnside riuscirono a non fargli intraprendere quell'azione suicida.
Quel pomeriggio Burnside chiese a Lee una tregua per soccorrere i suoi feriti, cosa che Lee benignamente concesse.
Lee non poté contrattaccare per la stanchezza delle sue truppe e perché le batterie nordiste costituivano pur sempre un grave pericolo. Il giorno seguente le forze federali si ritirarono al di là del fiume e la campagna ebbe termine.

## Risultati tattici
Le perdite subite da entrambi gli eserciti mostrarono chiaramente quanto fosse stata disastrosa la tattica unionista e Burnside fu rilevato dal comando un mese più tardi, in seguito all'umiliante fallimento della sua "Marcia nel fango" (Mud March). L'esercito unionista ebbe più di 12600 perdite, 10000 delle quali furono conseguenza dei ripetuti attacchi contro le Marye's Heights. In dettaglio vi furono 1284 caduti, 9600 feriti e 1769 catturati o scomparsi. L'esercito confederato perse circa 5400 uomini (in dettaglio 608 morti, 4116 feriti e 653 catturati o scomparsi), molti dei quali nei primi combattimenti sul fronte tenuto da Jackson. I corpi di Longstreet persero solo 500 uomini circa.

## Risultati strategici
La battaglia aveva bloccato l'Armata del Potomac, costretta a ritirarsi e a rinunciare momentaneamente alla conquista di Richmond.
Inoltre dimostrò ai generali la poca praticità di combattere nei mesi invernali poiché la pioggia e la neve rendevano fangose le strade rallentando gli spostamenti.
Il generale Lee però non comprese appieno gli errori dei generali nordisti, infatti, nella battaglia di Gettysburg, anche lui ordinò l'attacco alle posizioni nordiste ben trincerate (la Carica di Pickett).

## Curiosità
Da ricordare che una seconda battaglia si svolse negli stessi luoghi il 3 maggio 1863, in connessione con la campagna di Chancellorsville (27 aprile - 6 maggio 1863). Le battaglie di Wilderness e di Spotsylvania Court House furono combattute nelle vicinanze nel maggio 1864.
Parti del campo di battaglia di Fredericksburg sono attualmente conservate nel Parco Militare Nazionale di Fredericksburg e Spotsylvania.